# Asztalitenisz

Asztalitenisz (piktogram)

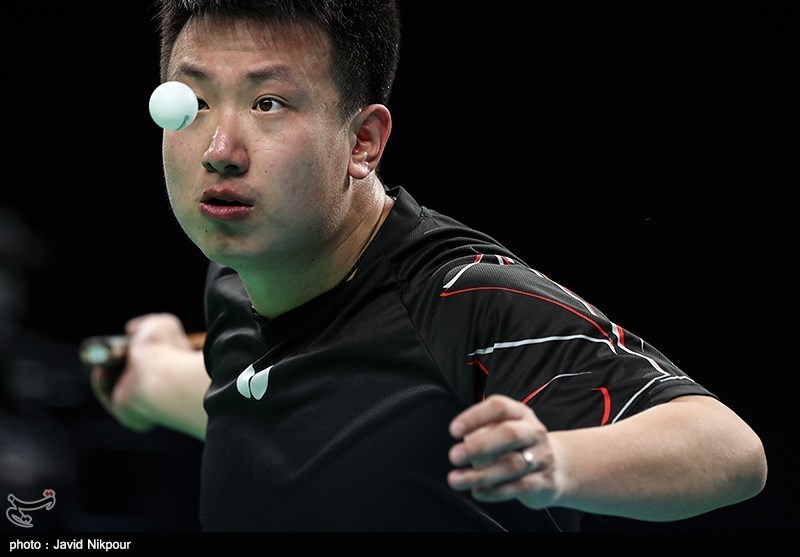
Asztaliteniszező a riói olimpián

Az asztalitenisz, más néven pingpong olyan labdajáték, amelyben kettő (egyéni játék) vagy négy játékos (páros játék) üt egy labdát egymás közt ütőkkel. A játékot egy asztalon játsszák, amelyet háló választ ketté. A játék adogatással (szervával) indul (a kezdő játékos úgy üti meg a labdát, hogy az előbb a saját, majd az ellenfél térfelén is lepattanjon), az ellenfélnek már „csak” át kell ütnie a másik térfélre a labdát, ezt követően a szerváló játékosnak is hasonló a feladata. A pontot az a játékos éri el, aki utoljára tette át szabályos ütőfelülettel a labdát.

## Felszerelés
Az asztalitenisz-öltözet egy sportcipőből, rövidnadrágból és egy pólóból áll. A rövidnadrágnak combközépig érőnek kell lennie, a póló pedig bármilyen színű lehet, kivéve fehér. A különböző asztalitenisz cégek különböző típusú felszereléseket gyártanak. Legnépszerűbb márkák: Stiga, JOOLA, Butterfly, Tibhar, Donic, Pioneer, Nittaku, DHS, GEWO, TSP, Victas, Mizuno
A többi felszerelés adja meg a játék minőségének nagyobb részét: asztal, háló, ütő, labda.

## Története
A pingpong hosszú múltra tekint vissza, egyes források szerint a korabeli Európában már a 12. században ismertek és játszottak egy, a mai asztaliteniszhez nagyon hasonló játékot.
A sportág mai formájában a 19. században jelent meg Angliában, ahol eleinte szabadidős szórakozásnak, úriemberekhez méltó testmozgásnak számított.
A huszadik század elejére a „pingpong” komoly népszerűséget ért el egész Európában, és ekkorra ismertté vált Ázsiában, elsősorban Koreában, Japánban és Kínában is. A sportág elterjedésével párhuzamosan erősödött meg az asztalitenisz versenysport jellege is. Egységesítették a szabályokat, bevezették a 21 pontig tartó szetteket, és az öt pontig tartó szervacserét. Ebben az időben alakultak meg az első sportklubok, és nemzeti szakszövetségek is.
Az első asztalitenisz-világbajnokságra 1926-ban került sor. A Londonban megrendezett eseményen hét ország vett részt. A kezdeti időkben Magyarország nagyhatalomnak számított az asztaliteniszben. A sportág legeredményesebb játékosa a mai napig is Barna Viktor, aki 1929 és 1954 között 22 világbajnoki címet szerzett. De híres és eredményes játékos volt Szabados Miklós is, aki 15 világbajnoki aranyérmet szerzett.
A sportág óriási fordulatot vett az 1950-es években, mikor a japánok megjelentek a „hangtalan géppuskával” vagyis a szofttal. Ez a mai napig használt legnépszerűbb ütőborítás elődje volt. Voltak olyan japánok, akik csak a szivacsot ragasztottak fel az ütőjükre, míg mások szivaccsal és szemcsével befele (ennek a tökéletesített változata van ma is használatban a leggyakrabban). A szoft megérkezésével teljesen átrendeződtek az erőviszonyok, sok olyan játékos lépett előre, aki előtte még a középdöntőkig sem jutott.
Az 50-es, 60-as években ázsiai fölény volt kialakulóban, a japánok, majd a kínaiak léptek előtérbe, csak a svédek tudták megszorongatni őket, majd később a sportág „tanítómesterei”, a magyarok Aranycsapata is feliratkozott.
A magyar aranycsapat, vagyis az 1979-ben a phenjani világbajnokságon aranyérmet nyert csapat tagjai: Gergely Gábor, Jónyer István és Klampár Tibor.
Az 1980-as években a kínaiakon kívül a svédek aranykorszaka következett a „Király” becenévvel illetett Jan-Ove Waldner vezetésével, aki 1982-ben a budapesti Eb-n hazai pályán verte meg a magyar legendát, Klampár Tibort, az egész világon óriási hírnevet szerezve ezzel.

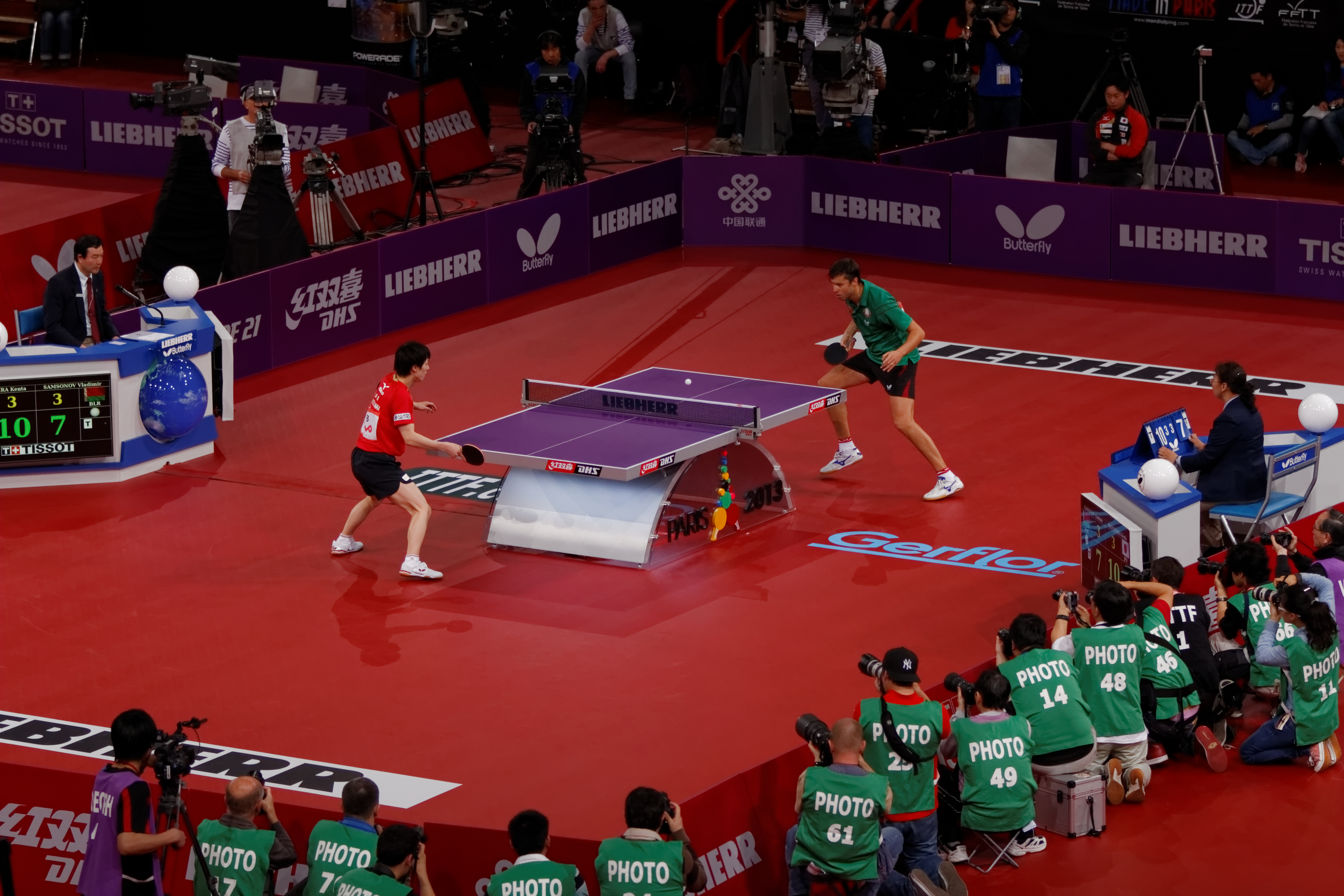
Férfi egyéni mérkőzés

Napjainkban teljes a kínai (Zhang Jike, Grand Slam győztes, Ma Long Grand Slam győztes, Fang Bo) dominancia, csak néhány európai (a német Timo Boll, a fehérorosz Vlagyimir Szamszonov és a dán Michael Maze) képes megszorítani őket, illetve Dél-Korea csapata.
Népszerűsége ellenére a pingpong sokáig nem szerepelt az olimpiák műsorán, csak 1988-ban, Szöulban vették fel a hivatalos listára.
A 2000. évi nyári olimpiai játékok után a Nemzetközi Asztalitenisz Szövetség (International Table Tennis Federation – ITTF) néhány fontos szabálymódosítást fogadott el a sportág népszerűségének növelése érdekében. 2000. októberétől az addig 38 mm átmérőjű labdát 40 mm-esre növelték, hogy a televízió közvetítéseken a labda jobban látható legyen, s ezzel a nézők számára élvezhetőbbé váljon a játék. 2001. szeptember elsejétől az ITTF által rendezett eseményeken bevezették a 11 pontos játszmákat, így a mérkőzések gyorsabbá és izgalmasabbá váltak.
A nemzetközi asztalitenisz szövetség (ITTF) azóta szintén változtatott a hivatalos versenylabdákon. Az új szabályozás szerint az átmérője tovább növekedett, azaz jelenleg 40,6 mm-es. Az új szabályozásnál a nagyobb változást az hozta, hogy az anyaga is megváltozott. A korábbi celluloid alapú pingponglabdákat felváltotta a poly, azaz a műanyagból készülő labdák. Első körben nem szabályozták, hogy milyen összetételű műanyagból készüljenek. Ennek sajnálatos velejárója lett, hogy nagyon eltérő tulajdonságokkal rendelkező pingponglabdák kerültek a piacokra attól függően, hogy az egyes gyártók milyen anyagokat használtak a gyártáshoz. Azóta egységesítésre került, és az új poly labdák anyaga az ABS műanyag, ami egy szintetikus polimer. Ezt az anyagot használják a LEGO kockák gyártásához is. 

## Szabályok
Általában egy játszma 11 pontig tart és kettő szervánként van szervacsere (a régi szabály szerint öt szervánként). A fogadónak végig kell látnia a szervát, nyitott tenyérből, az asztal felett, az asztal mögül kell feldobni a labdát. A már feldobott labda játékba kerül, tehát az is pontot veszít, aki nem találja el azt az ütővel. Az asztal felett labdát érintő játékos pontot veszít, ha azt nem szabályosan üti vissza az ellenfél térfelére, ezt nevezzük töccsnek. A hálót érintő szabályos adogatást (necc) meg kell ismételni, tetszőleges számban. Azonban a hálóban megakadó adogatás (szintén necc) esetén a pont azonnal az ellenfélé. Ha a játékos játék közben szabad kezével az asztalhoz ér, pontot veszít. Páros játszmában adogatásnál kell csak a fogadó térfelére ütni a labdát, „idegen” szerva vesztett pontot jelent. Párosban a játékosok felváltva adogatnak. Kétpontos előny szükséges a nyertes játszmához, tehát 11:10 után (majd 12:11 után is) tovább kell játszani, ekkor a játékosok már váltva adogatnak. Minden játszma után a játékosok térfelet cserélnek. A mérkőzés nyertese az, aki három játszmát megnyer. Az utolsó, döntő játszmánál öt pont elérésekor (a régi szabály szerint tíz pontnál) a játékosok térfelet cserélnek.

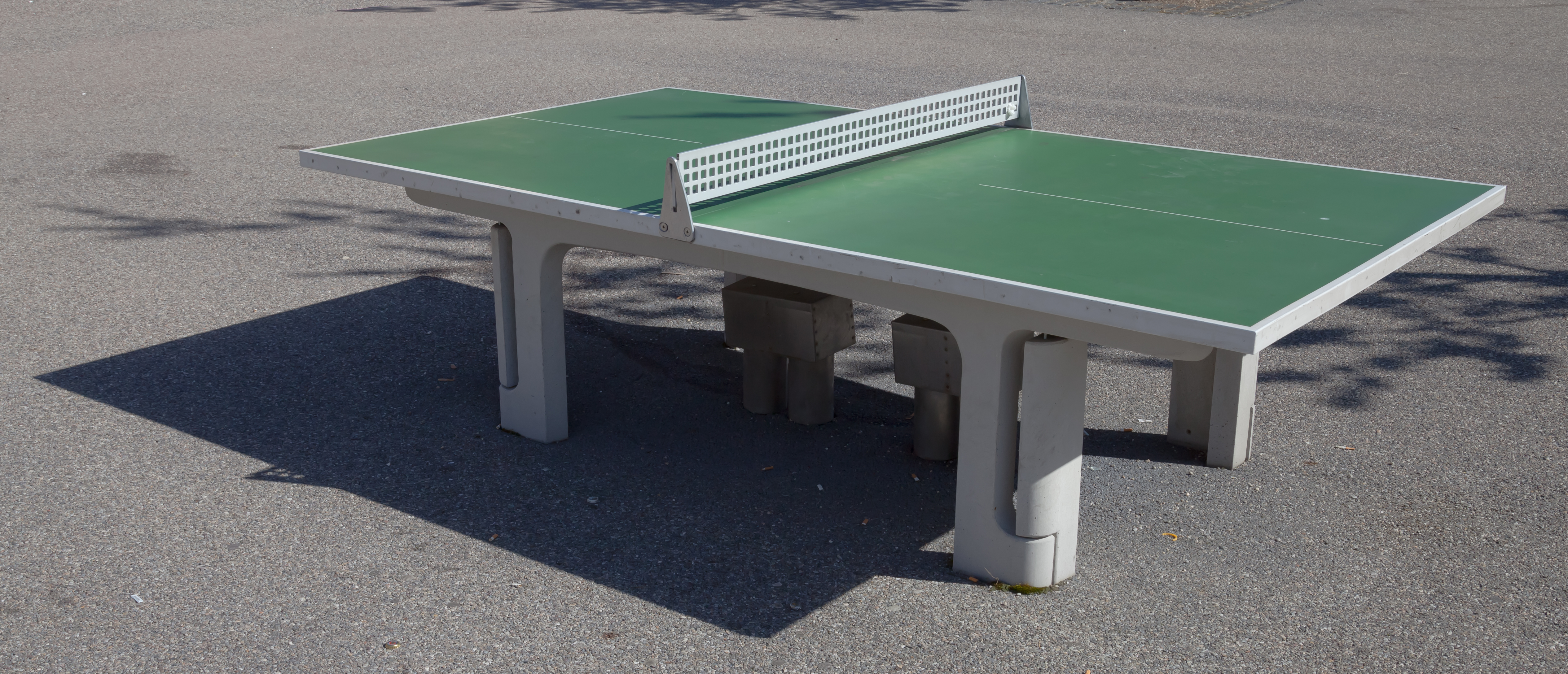
Pingpongasztal (München, Németország)

## Hazai sportolók
Aktuálisan a legeredményesebb férfi játékosunk András Csaba, aki a 121. helyen áll az ITTF férfi egyes világranglistáján.
A női játékosok között jelenleg Póta Georgina az első, az ITTF női egyes világranglistáján a 105. helyen áll.
2005. májusában Póta Georgina 34. helyen állt a női asztalitenisz világranglistán.
2021 Felnőtt Európa Bajnokság, Varsó; férfi páros, bronzérem: Ecseki Nándor, Szudi Ádám 

Eredményes utánpótlás korú sportolók:
Juhász Patrik: Európa-bajnoki 3. helyezett, ITTF Global Cadet Challange egyéni 3-szor 3. helyezett, páros győztes, csapat győztes
András Csaba: Európa-bajnoki 3. helyezett, ITTF Global Cadet Challange páros 3. helyezett, csapat győztes
Ifjúsági lány csapat, Európa bajnoki 5-ik helyezés, Varasd 2021.
Ifjúsági Európa Bajnokság, Varasd 2021, fiú páros bronzérem: András Csaba – Ivor Ban (horvát)
U21:
Ecseki Nándor: Európa-bajnok
Lakatos Tamás: Európa-bajnok

## Külföldi színekben versenyző magyarok
Gárdos Róbert (Ausztria): World Ranking Men's Singles jan 2017: 43. Többszörös utánpótlás és felnőtt Európa-bajnok és helyezett, Olimpiai Játékok csapat 3. helyezett, Világbajnokság csapat 3. helyezett
Oláh Benedek (Finnország): World Ranking Men jan 2017: 62.

## Az asztalitenisz a szépirodalomban
Veres Péter Almáskert című elbeszélésében írja: „Hol az egyik hivatalnokot, hol a másikat hívja ping-pongozni, már kis kört is szervezett belőlük, mert azt hirdeti, hogy az irodák ülő munkásainak a test-lelki »erőnlét«-hez – a kondícióhoz – nélkülözhetetlen a ping-pongozás és még az aranyér ellen is az a legjobb védelem.”
Esterházy Péter Termelési-regényében a mester Lollobrigidával pingpongozik, és mint értesülünk róla, „kemény kézzel »cipóra verte« a kissé bizony elkényeztetett filmsztárt, 21:18-ra”.